# Campeonato Citadino de Sorocaba de 1955
O Campeonato de Futebol da Liga Sorocaba de Futebol (LISOFU) de 1955 foi a décima nona edição do Campeonato Citadino de Sorocaba.
Disputado entre 02 de Outubro de 1955 e 22 de Abril de 1956, teve o São Bento como campeão, após 10 anos sem vencer, e o Fortaleza como vice.
O Campeonato foi decidido em dois jogos desempate entre o São Bento e Fortaleza, que empataram em pontos no quadrangular final.
Antes do Campeonato Citadino houve um Torneio Início, promovido pela LISOFU, onde o Corinthians de Votorantim foi o campeão.

## Participantes
| GRUPO 1 Rádio Clube de Sorocaba | GRUPO 2 Rádio Cacique de Sorocaba |
| ------------------------------- | --------------------------------- |
| Associação Desp. Votocel        | Esporte Clube Brasil              |
| Esporte Clube Avaí              | Estrada F.S. Futebol Clube        |
| Esporte Clube Corinthians       | Fortaleza Clube                   |
| Esporte Clube São Bento         | Metalúrgica Futebol Clube         |
| Fluminense Futebol Clube        | Nacional Atlético Clube           |

## Torneio Inicio

### Eliminatórias
| 11 de Setembro de 1955 | São Bento | 0(0)-(1)0 | Fluminense | Estádio Humberto Reale |
|                        |           |           |            |                        |

| 11 de Setembro de 1955 | Estrada | 0-1 | Brasil | Estádio Humberto Reale |
|                        |         |     |        |                        |

### Fase final
|  | Quartas de final | Quartas de final | Quartas de final |             |             | Semifinais | Semifinais | Semifinais |  |  | Final | Final       | Final |
|  |                  |                  |                  |             |             |            |            |            |  |  |       |             |       |
|  |                  |                  |                  |             |             |            |            |            |  |  |       |             |       |
|  |                  | Nacional         | 0(1)             |             |             |            |            |            |  |  |       |             |       |
|  |                  | Fortaleza        | 0(2)             |             |             |            |            |            |  |  |       |             |       |
|  |                  | Fortaleza        | 0(2)             |             | Fortaleza   | 0          |            |            |  |  |       |             |       |
|  |                  |                  |                  |             | Fortaleza   | 0          |            |            |  |  |       |             |       |
|  |                  |                  | Corinthians      | 1           |             |            |            |            |  |  |       |             |       |
|  |                  | Votocel          | Corinthians      | 1           | 0           |            |            |            |  |  |       |             |       |
|  |                  | Votocel          |                  |             | 0           |            |            |            |  |  |       |             |       |
|  |                  | Corinthians      | 1                |             |             |            |            |            |  |  |       |             |       |
|  |                  |                  |                  |             |             |            |            |            |  |  |       | Corinthians | 2     |
|  |                  |                  |                  | Metalúrgica | 0           |            |            |            |  |  |       |             |       |
|  |                  | Metalúrgica      | 1                |             |             |            |            |            |  |  |       |             |       |
|  |                  | Avaí             | 0                |             |             |            |            |            |  |  |       |             |       |
|  |                  | Avaí             | 0                |             | Metalúrgica | 4          |            |            |  |  |       |             |       |
|  |                  |                  |                  |             | Metalúrgica | 4          |            |            |  |  |       |             |       |
|  |                  |                  | Brasil           | 0           |             |            |            |            |  |  |       |             |       |
|  |                  | Fluminense       | Brasil           | 0           | 0           |            |            |            |  |  |       |             |       |
|  |                  | Fluminense       |                  |             | 0           |            |            |            |  |  |       |             |       |
|  |                  | Brasil           | 1                |             |             |            |            |            |  |  |       |             |       |

## Primeira fase

### Grupo 1 - Rádio Clube de Sorocaba
| 1 | São Bento   | 8 | 14 | 6 | 2 | 0 | 32 | 14 | 18  |
| 2 | Corinthians | 8 | 10 | 4 | 2 | 2 | 23 | 12 | 11  |
| 3 | Votocel     | 8 | 8  | 3 | 2 | 3 | 15 | 16 | -1  |
| 4 | Avaí        | 8 | 5  | 2 | 1 | 5 | 8  | 24 | -16 |
| 5 | Fluminense  | 8 | 3  | 1 | 1 | 6 | 12 | 24 | -12 |
| J - Jogos; PG - Pontos ganhos; V - Vitórias; E - Empates; D - Derrotas; GP - Gols Pró; GC - Gols contra; SG - Saldo de gols |             |   |    |   |   |   |    |    |     |

Obs: O Corinthians desistiu de disputar o quadrangular final, passando sua vaga ao Votocel

### Grupo 2 - Rádio Cacique de Sorocaba
| 1 | Fortaleza   | 8 | 13 | 6 | 1 | 1 | 32 | 11 | 21  |
| 2 | Estrada     | 8 | 12 | 6 | 0 | 2 | 33 | 18 | 15  |
| 3 | Metalúrgica | 8 | 11 | 5 | 1 | 2 | 21 | 16 | 5   |
| 4 | Nacional    | 8 | 4  | 2 | 0 | 6 | 18 | 27 | -9  |
| 5 | Brasil      | 8 | 0  | 0 | 0 | 8 | 4  | 36 | -32 |
| J - Jogos; PG - Pontos ganhos; V - Vitórias; E - Empates; D - Derrotas; GP - Gols Pró; GC - Gols contra; SG - Saldo de gols |             |   |    |   |   |   |    |    |     |

## Quadrangular final

### Tabela
25/03 - Estrada 1x3 São Bento
25/03 - Fortaleza 2x2 Votocel
01/04 - Votocel 1x4 São Bento
01/04 - Estrada 1x1 Fortaleza
08/04 - Votocel 1x5 Estrada
08/04 - São Bento 0x4 Fortaleza

### Classificação
| 1 | São Bento   | 3 | 4 | 2 | 0 | 1 | 7 | 6  | 1  |
| 2 | Fortaleza   | 3 | 4 | 1 | 2 | 0 | 6 | 3  | 3  |
| 3 | Estrada     | 3 | 3 | 1 | 1 | 1 | 7 | 5  | 2  |
| 4 | Corinthians | 3 | 1 | 0 | 1 | 2 | 4 | 11 | -7 |
| J - Jogos; PG - Pontos ganhos; V - Vitórias; E - Empates; D - Derrotas; GP - Gols Pró; GC - Gols contra; SG - Saldo de gols |             |   |   |   |   |   |   |    |    |

## Final
Após empatarem em número de pontos no Quadrangular final, São Bento e Fortaleza disputaram dois jogos desempates, tratados como final. O regulamento previa que o time que conquistasse 3 pontos primeiro levantaria a taça.

### Primeiro jogo[3]
| 15 de Abril de 1956 | Fortaleza | 0-2 | São Bento         | Estádio Severino Pereira da Silva |
|                     |           |     | Ronaldo 17' e 75' |                                   |

### Segundo jogo[4]
| 22 de Abril de 1956 | São Bento         | 2-1 | Fortaleza    | Estádio Humberto Reale |
|                     | Tibúrcio 5' e 14' |     | Nelsinho 80' |                        |

## Premiação
| Campeão Amador de Sorocaba de 1955 |
| ---------------------------------- |
| São Bento (2º título)              |